# Kloster Rohr (Thüringen)

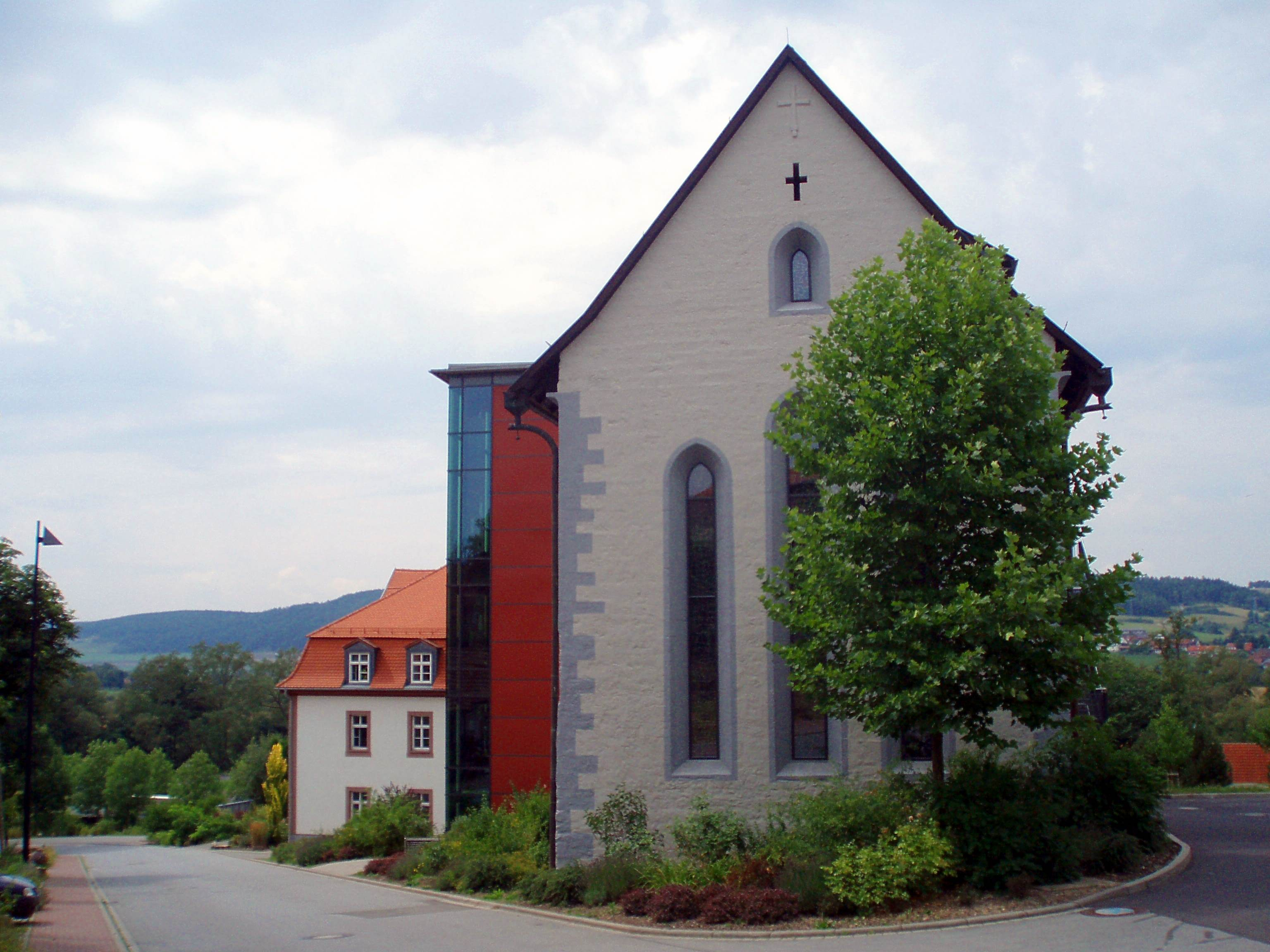
Kloster Rohr

Das Kloster Rohr ist ein ehemaliges Benediktinerinnenkloster nahe der Gemeinde Rohr in Thüringen, aus dem der heutige gleichnamige Ortsteil dieser Gemeinde hervorgegangen ist. In geringer Entfernung bestand im 9. Jahrhundert bereits ein Benediktinerkloster.

## Geschichte

### Benediktinerkloster
Im 9. Jahrhundert wurde in der Nähe von Meiningen eine neue Kirche im karolingischen Baustil errichtet, die dem Heiligen Michael geweiht und für Klosterzwecke genutzt wurde. Allerdings existierte das Kloster nur rund 100 Jahre und kam dann zum Erliegen; erhalten blieb die Michaeliskirche jedoch bis heute.

### Benediktinerinnenkloster
Erst im ausgehenden 12. Jahrhundert kam es etwa 1.000 Meter südöstlich des Dorfes Rohr zur Neugründung eines Klosters durch Benediktinerinnen, das 1206 erstmals urkundlich erwähnt wurde. Berthold von Meiningen und seine Brüder übertrugen 1206 mit der Urkunde die Vogtei an das Kloster. Durch Übertragungen, Schenkungen und Kauf wuchs der Klosterbesitz an (z. B. Übertragung von Diemershain 1269, von Teilen Dillstädts 1271, Kauf von Wichtshausen 1275). Nachdem 1544 in der Grafschaft Henneberg die Reformation eingeführt wurde, kam es unter Graf Georg Ernst von Henneberg zur Säkularisation und Auflösung des Klosters. Erhalten hat sich hier eine im 17. Jahrhundert an gleicher Stelle neu erbaute Johanneskirche. Das jahrhundertelang verschollen geglaubte Klosterarchiv mit knapp 100 mittelalterlichen Urkunden wurde im Landeshauptarchiv Sachsen-Anhalt von Jörg Brückner wiederentdeckt und der Inhalt in der 2006 erschienenen Publikation Regesten des Archivs der Grafen von Henneberg-Römhild von Johannes Mötsch eingearbeitet.

### Besitzer
Um 1885 kaufte Otto Ludloff das Rittergut Kloster Rohr, späterer Besitzer war Victor Hardt.

## Berufs- und Technologiezentrum Kloster Rohr
Berufsschüler des Berufs- und Technologiezentrums Kloster Rohr beteiligten sich am Bau von mehreren Objekten im Nationaldenkmal Skulpturenpark Deutsche Einheit.